# Sonatas para piano n.º 7 (Schubert)

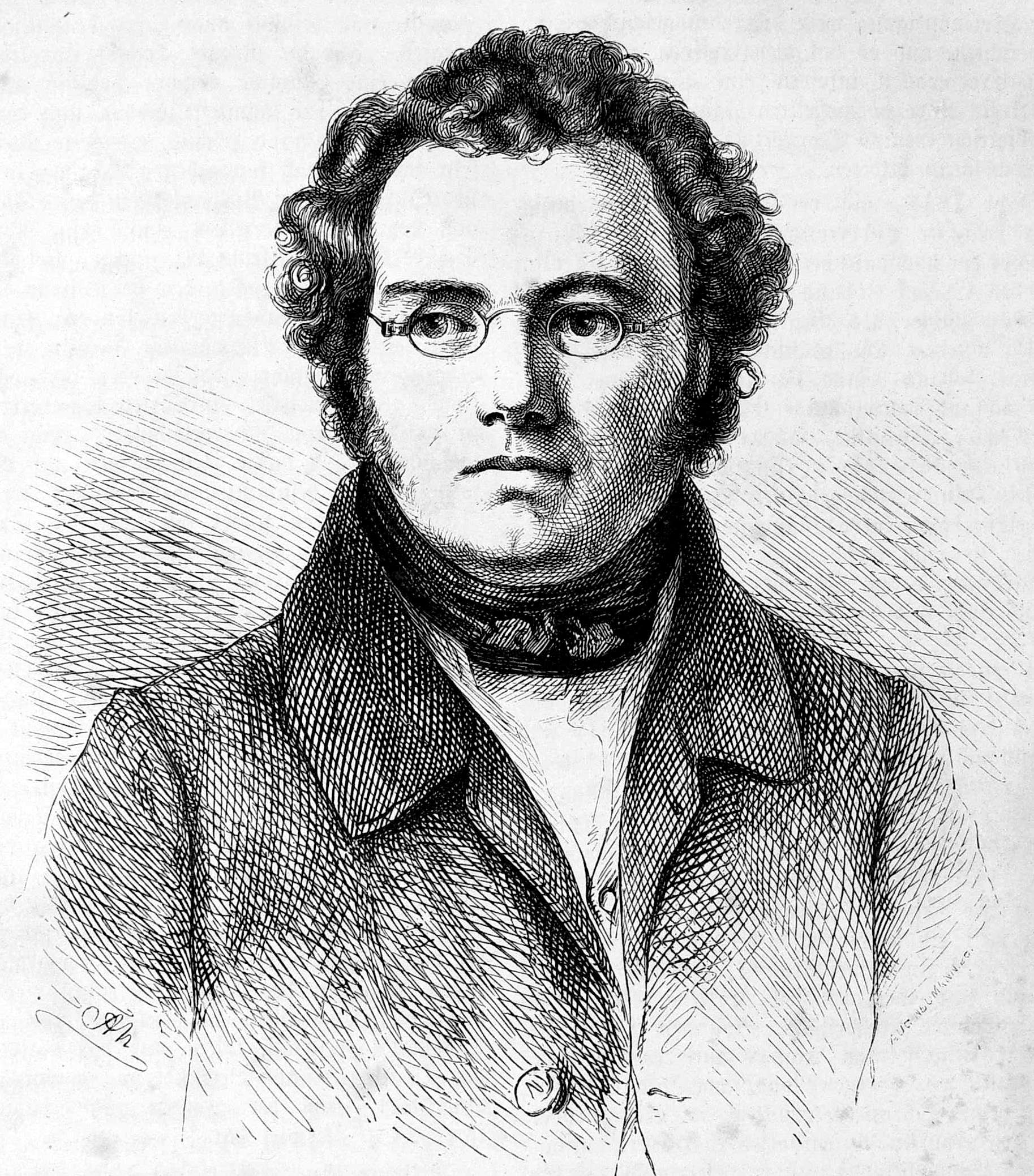
Schubert

La Sonata en mi bemol mayor para piano D 568 de Franz Schubert fue escrita en 1817, inicialmente en una versión en re bemol mayor (D 567). La versión en mi bemol mayor fue revisada en muchos detalles y el compositor añadió un minuéto. Fue publicada como Opus 122 en 1829, después de la muerte de Schubert.

## Sonata para piano n.º 7 en mi bemol mayor D 568
La sonata tiene cuatro movimientos:
1. Allegro moderato.

Las proporciones idiosincrásicas de la exposición no son inusuales en las composiciones de Schubert de finales de la década de 1820. El complejo tema principal (hasta el compás 28), con una modulación brevísima en la dominante (compases 28-35 con confirmación del logrado si bemol mayor 35-40) y el tema secundario (41-56) que ocupa sólo alrededor de la mitad del exposición. Después de una nueva modulación con una cadencia final en re bemol mayor (56-63), sigue un tercer tema en re bemol mayor, modulando a do menor y abcadendo (63-71), luego una reiteración de este tercer tema, seguido de una extensión modulada de nuevo a si bemol mayor (71–88). Un extenso apéndice confirma el si bemol mayor (88-112). Schubert,en sus obras posteriores, Schubert desarrolló sus propias ideas sobre la forma. Por ejemplo la Sonata en la mayor D 664 (op. 120), compuesta en 1819, comienza con una exposición compacta que prescinde de todo rodeo.
2. Andante molto (en sol menor)
3. Minueto (Allegretto) con Trío
4. Alegro moderado

## Sonata para piano en re bemol mayor D 567
La sonata fue compuesta en junio de 1817 y tiene tres movimientos:
1. Allegro moderato (re bemol mayor)
2. Andante molto (Do sostenido menor)
3. Allegretto (re bemol mayor)

El manuscrito termina en medio del tema final ya que la última página se perdió.

## Enlaces web
- Sonata para piano n. ° 7, D.568 en el Proyecto de biblioteca internacional de partituras musicales